# LiHe
LiHeは、ヘリウムとリチウムからなる化合物である。冷たい低密度の気体で、ヘリウム原子とリチウム原子がファンデルワールス力で分子を形成している。LiHeの製造は、ヘリウムを含む他の二量体の製造への道を開き、さらにエフィモフ状態やカシミール効果を研究するのに用いられる。
2013年に初めて検出された。かつては、7Li4Heは、結合エネルギーが0.0039 cm-1(7.7×10-8eV, 1.2×10-26J, 6 mK)、結合長が28 Aと予測されていた。他のファンデルワールス結合ヘリウム分子としては、Ag3HeやHe2が知られていた。LiHeは蛍光により検出された。リチウム原子はX2Σ状態はA2Π状態に励起される。スペクトルは1対のラインを示し、各々が7Liの超微細構造の2つに分かれる。スペクトル線の波数は、14902.563、14902.591、14902.740、14902.768 cm-1である。2対は、0.177 cm-1離れている。これは、LiHeの振動準位が1/2と3/2の2つの異なる値を持つことで説明される。原子間の結合は低すぎるため、壊れることなく回転したり大きな振動をしたりすることができない。最低の回転状態のエネルギーは40 mK及び80 mKで、約6 mKの結合エネルギーより大きい。
LiHeは、1-5 Kの低温ヘリウム気体中で、金属リチウムのレーザーアブレーションにより生成する。LiHe分子の割合は、Heの密度に比例し、温度が上昇すると減少する。

## 性質
LiHeは、極性及び常磁性を持つ。